# 小林俊夫
小林俊夫（3月4日—），日本男性配音員、旁白。青二Production所屬，青二塾東京校第9期畢業。出身於東京都。身高162cm。A型血。

## 演出作品

### 電視動畫
1989年
- 西瓜皮先生（大學生）
- 奇天烈大百科（松山）
- 新仙魔大戰（囃拉）
- 七龍珠Z（警官）

1990年
- 夠了！阿太郎 (1990年版)（日语：もーれつア太郎）（A助）

1991年
- 金魚注意報！（溝口老師 等）
- 金肉人 金肉星王位爭奪篇（記者、超人之神、觀眾、青年、VTR先生、主人）
- 蓋特機器人號（士兵B 等）
- 校園七大不可思議神秘事件（日语：ハイスクールミステリー学園七不思議）（片田信吾）
- 神通小精靈（裁判）

1992年
- 奇天烈大百科（獸醫）
- 超仙魔大戰（機師惡魔、惡魔兵）
- 超電動機械人 鐵人28號FX（記者）
- 七龍珠Z（警官、播報員）
- 美少女戰士（男子、工作人員、記者、醫生、執事）

1993年
- 奇天烈大百科（記者、柳瀨 等）
- GS美神（警備隊員）
- 美少女戰士R（工作人員）

1994年
- 足球風雲（高橋信人）
- 橘子醬男孩（男學生）

1995年
- 動畫世界的童話（日语：世界名作童話シリーズ ワ〜ォ!メルヘン王国）（糖果屋、長男）
- 奇天烈大百科（攝影師）

1996年
- 鬼太郎 (第4作)（助手）

2005年
- 妄想代理人（笠秋彥）

2006年
- 死亡筆記本（預校老師）

2007年
- 天保異聞 妖奇士（店主）

2009年
- 艾莉森與莉莉亞（烏諾[2]）

2011年
- 日常（魚雷跳躍的旁白）

### OVA
1991年
- 含羞草（巴士司機、男子A）
- 創龍傳
- 人魚之森（兵隊A）
- 星屑樂園（日语：星くずパラダイス）（青年）

1992年
- 潮與虎（父親、警官）
- 機神兵團（日语：機神兵団）（鈴木）

1993年
- 假面騎士SD 怪奇!?蜘蛛男（超級1）

1994年
- 銀河英雄傳說
- BOUNTY DOG/獵殺月球（日语：BOUNTY DOG/月面のイブ）（老爺[3]）

2001年
- 怪童丸（日语：怪童丸）（藤原道長）

2004年
- 大YAMATO零號（日语：大YAMATO零号）（泰勒）

### 電影動畫
1990年
- 隨風而逝的記憶

1991年
- 劇場版 神通小精靈（日语：まじかる☆タルるートくん (1991年の映画)）（足球）
- 神通小精靈：燃燒吧！友情的魔法大戰（日语：まじかる☆タルるートくん 燃えろ!友情の魔法大戦）（惡魔軍團）

1992年
- 七龍珠Z：激鬥!! 100億能量戰士們（日语：ドラゴンボールZ 激突!!100億パワーの戦士たち）（誘導機器人）
- 七龍珠Z：極限之戰!! 三大超級賽亞人（人造人15號）

1993年
- 叮噹小恐龍（日语：遠い海から来たCOO）（通信兵）

1994年
- 三國志 完結篇 遼闊的大地（周泰）

### 遊戲
2006年
- 潛龍諜影：攜帶行動（日语：メタルギアソリッド バンドデシネ）（士兵）

2007年
- 空戰奇兵6：邁向解放的戰火（スネークピット）
- 長劍風暴：百年戰爭（尤忌）
- 潛龍諜影：攜帶行動+（日语：メタルギアソリッド バンドデシネ）（士兵）

2010年
- 七龍珠 迅猛炸裂2（日语：ドラゴンボール レイジングブラスト）（人造人15號）
- 七龍珠群雄（人造人15號）

2013年
- 七龍珠群雄 究極任務（人造人15號）

2014年
- 七龍珠群雄 究極任務2（人造人15號）

2017年
- 七龍珠群雄 究極任務X（人造人15號）

2019年
- 超級七龍珠群雄 世界任務（人造人15號）

### 廣播劇CD
- CD劇場 勇者鬥惡龍IV（日语：CDシアター ドラゴンクエスト）（裁判）
- CD廣播劇精選集 三國志（日语：CDドラマコレクションズ 三國志）（李恢德昂）
- （側仕）
- 羅德斯島戰記 卡式錄音帶書6 復仇之霧（年輕時的艾爾夫）

### 外語配音

#### 動畫
- 湯瑪士小火車（橘色支線客車〈第15集〉、Knapford站站長、Trevor、鐵道監督官〈第64集〉、坦克車〈第83集〉、Alfee）

### 特攝影集
1993年
- 電光超人古立特（賽魯斯曼的配音）

### 旁白
朝日電視台
- Power Wide（日语：パワーワイド）（1995年－1996年）
- WIDE！SCRAMBLE（日语：ワイド!スクランブル）（1996年）

日本電視網
- 跳吧！秋刀魚大人！（日语：踊る!さんま御殿!!）（日本電視台，1997年10月－1998年）
- 日本大國民（讀賣電視台，2007年－）

富士電視台
- 「！特搜部」（1999年－）
- 新堂本兄弟「堂本一問一答」、「知堂本」（2004年－2014年）
- （手指3的配音，2005年－2006年）
- （2007年）
- FNN Super NEWS（日语：FNNスーパーニュース）（2013年4月－2015年3月）

TBS
- watch！（日语：ウォッチ!）（2003年－2004年）
- 林肯（日语：リンカーン (テレビ番組)）（2005年－2013年）

其它電視台
- 世界體育中心美國版（年份不詳）

## 外部連結
- 青二Production公式官網的聲優簡介 （页面存档备份，存于） （日語）